# Jan Tausinger
Jan Tausinger (* 1. November 1921 in Piatra Neamț; † 29. Juli 1980 in Prag) war ein aus Rumänien gebürtiger tschechischer Komponist, Dirigent, Chorleiter und Musikpädagoge.

## Leben
Aus einer tschechischen Familie stammend und im rumänischen Piatra Neamț (Kreuzburg an der Bistritz) geboren, studierte Jan Tausinger nach der Reifeprüfung Industrielle Chemie an der Universität Bukarest und 1945–1947 Komposition und Dirigieren an der Bukarester Musikakademie u. a. bei Dimitrie Cuclin, Mihail Jora sowie Alfred Mendelsohn. 1948–1952 setzte er die Ausbildung an der Akademie der musischen Künste in Prag bei Pavel Bořkovec und Alois Hába (Komposition) sowie Metod Doležil und Karel Ančerl (Dirigieren) fort. Sein eigenes Hauptinstrument war die Viola, für die er mehrere Werke komponierte. Er gründete und leitete das Hochschulkunstensemble in Prag und das Arbeiterkunstensemble der Eisenhütte in Ostrava–Vítkovice. Zu den weiteren Klangkörpern, die er in seinen frühen Jahren dirigierte, gehörten die Rundfunkorchester von Bukarest, Pilsen und Ostrava. Ab 1954 bis zu deren Auflösung 1958 war Tausinger Direktor der Höheren musikpädagogischen Schule von Ostrava (in deren Nachfolge wurde 1959 das heutige Janáček-Konservatorium Ostrava gegründet). Anschließend fungierte er als künstlerischer Leiter des Musikensembles des Ministeriums des Inneren, 1961–1965 als Leiter der dortigen Musikabteilung.
Im Sommer 1964 konnte Tausinger an den Internationalen Ferienkursen für Neue Musik in Darmstadt teilnehmen. Seine Werke bis dahin waren weitgehend an den Anforderungen des in den nach dem Zweiten Weltkrieg kommunistisch beherrschten Ländern Ost- und Mitteleuropas von den Kulturbehörden geforderten Sozialistischen Realismus orientiert, wobei er gelegentlich Elemente der Volksmusik aufgriff und auch den offiziellen Kulturprogrammen dienende Kinder- und Jugendlieder sowie politisch motivierte Kantaten schrieb. Durch die in Westdeutschland erhaltenen Eindrücke nahm seine Ästhetik eine deutlich progressivere Gestaltung an, indem er sich vermehrt verschiedener zeitgenössischer Kompositionstechniken wie serieller Techniken und Aleatorik bediente. Erste Schlüsselwerke dieser Entwicklung sind Colloquium für vier Blasinstrumente und Confrontazione I und II, die noch im selben Jahr entstanden. Ideologisch blieb er dem herrschenden System verbunden. 1971–1976 war er Direktor am Prager Konservatorium, anschließend Musikdirektor beim Tschechoslowakischen Rundfunk in Prag. 1970 erhielt er den staatlichen „Preis für hervorragende Arbeit“. Mit seiner 1972 entstandenen Kantate Ave Maria erlangte er den 1. Platz bei der Tribune internationale des compositeurs der UNESCO in Paris, wobei der Aspekt des Antikriegswerks hervorstach. Für die den historisch-nationalen Geist Tschechiens betonende Sinfonia bohemica erhielt Tausinger 1976 den Preis des Verbandes der tschechischen Komponisten und Konzertkünstler. Große Teile seines Œuvres wurden bis in die 1980er-Jahre eingespielt und auf Schallplatten veröffentlicht. Auf CD ist kaum etwas davon erschienen, allerdings gibt es verschiedene Download- und Streaming-Angebote. Anlässlich des Gedenkjahres zum 100. Geburtstag kam es 2021 in der Tschechischen Republik zu vereinzelten Würdigungen des Komponisten in Konzerten und Artikeln.

## Werke (Auswahl)

### Gesang und Orchester
- Správná věc (Die richtige Sache). Vokalsinfonisches Bild nach einem Epos von Wladimir Majakowski für Tenor, gemischten Chor und Orchester (1966/1967)
- Ave Maria. Kantate für Sopran, Rezitator und Orchester (1972)
- Sinfonia bohemica nach Texten von Jan Amos Komenský, Julius Fučík und Jaroslav Heyrovský für Soli, Männerchor und großes Orchester (1975)

### Orchester
- Sinfonie Nr. 1 „Befreiung“ (1952)
- Confrontazione I und Confrontazione II (1964)
- Preludium, sarabanda a postludium für Blasinstrumente, Harfe, Klavier und Schlagzeug (1967)
- Musica evolutiva für Kammerorchester (1972)
- Sinfonia slovaca (1979)

### Instrumentalkonzerte
- Konzert für Violine und Orchester (1962/1963)
- Concertino meditazione für Viola und Kammerorchester (1965)
- Improvisationen für Klavier und Orchester „Hommage à J. S. Bach“ (1970)

### Duos und Kammermusik
- Sonate für Violine und Klavier (1954)
- Partita für Viola und Klavier (1954)
- Colloquium für vier Blasinstrumente (1964)
- Streichtrio Nr. 2 (1964/1965)
- Canto di speranza für Violine, Viola, Violoncello und Klavier (1969)
- Streichquartett Nr. 3 (1970)
- Hommage à Ladislav Černý für Viola und Klavier (1971)
- Nonett Nr. 1 „Hukvaldský“ (1974)
- Streichquartett Nr. 4 (1974)
- Nonett Nr. 3 „Erinnerung“ (1976)
- Sextett für Flöte, Oboe, Klarinette, Horn, Fagott und Klavier (1976)
- 7 mikrochromofoniÍ für Klarinette, Viola und Klavier (1977)
- Zwei Betrachtungen für Due Boemi für Bassklarinette und Klavier (1977)
- Vier Schattierungen für Flöte, Harfe, Violine, Viola und Violoncello (1978)

### Soloinstrument
- Sonate für Klavier (1948–1950)
- Zehn dodekaphone Etüden für Klavier (1972)
- Korrelationen für Akkordeon (1978)

### Lied
- Láska (Liebe). Zyklus nach japanischen Vierzeilern für Sopran und Klavier (1964)
- Čmáranice po nebi (Schmiererei am Himmel). Zyklus nach Versen von Welimir Chlebnikow für Sopran und Kammerensemble (1967)
- Konstelace (Konstellationen) nach Texten aus experimenteller Poesie für Sopran und Klavier (1975)

### Chor
- Já budu vždycky věřit v máj (Ich werde immer an den Mai glauben) nach einem Gedicht von Jan Noha für Frauenchor a cappella (1959)
- Žně (Ernte). Drei Männerchöre nach Gedichten von Jiří Wolker (1963)
- Chlapec a hvězdy (Der Knabe und die Sterne). Vier Lieder für Kinderchor und Kammerensemble (1975)
- Vrh kostek (Würfeln) nach Worten von Stéphane Mallarmé für gemischten Chor a cappella (1979)

### Filmmusik
- Borisek - malý serzhant (Borisek, der kleine Sergeant), Regie: Lev Golub und Jaroslava Vosmiková (1976)

Zudem weitere Filmmusik, Bühnenmusik, Kammermusik, Lieder, Chorwerke und Volksmusikbearbeitungen.

## CD-Diskographie (Auswahl)
- Hukvaldský Nonet – Tschechisches Nonett – auf: Dedicated to the Czech Nonet (Campion Records RRCD1314, 1991)
- Hukvaldský Nonet – Tschechisches Nonett – auf: České Noneto (Český rozhlas CR 0079-2131, 1998)